# Гостьковская пещера
Гостьковская пещера, или Гостьковский рудник — небольшая карстовая пещера (по другим данным рудник) в Алапаевском районе Свердловской области (Россия), приблизительно в 100 километрах по прямой к северо-востоку от Екатеринбурга и в 35 километрах к югу от Алапаевска, возле села Гостьково. Пещера расположена возле реки Реж, напротив северной окраины села Гостьково. Вход находится близко к воде, в высоту около полутора метров, имеет треугольную форму. Предположительно пещера имеет частично искусственное происхождение — в ней есть два колодца, заполненные водой, с искусственно выложенной бревенчатой кладкой. Глубина обоих колодцев намного превышает уровень воды в реке Реж. В Гостьковской пещере обитают летучие мыши, здесь находится место их зимовки.